# Зміна аспектів (геоботаніка)
Зміна аспектів (англ. Aspect change) — зміна вигляду фітоценозу (аспекту) в ході сезонного розвитку і в зв'язку з присутністю в співтоваристві різних феноритмотипів і почерговим зацвітанням видів (див. Зміни сезонні). О. О. Ніценко розрізняв С. а. фізіономічну (пов'язану з термінами цвітіння, відцвітання і т. д. видів) і структурну (через нерівномірний розвиток популяцій). Найбільш чітко С. а. виражена у степах, де вона була предметом спеціального вивчення геоботаніками Г. І. Танфільєвим, Й. К. Пачоським. В. В. Альохіним та ін.
С. а. найчастіше досліджується методом послідовних описів аспектів та реєстрації зміни їх у часі. Недоліком такого методу є суб'єктивність оцінки аспектів і їх зміни. Методи кількісного обліку інтенсивності цвітіння або плодоношення (визначення проективного покриття квіток і суцвіть за М. С. Камишевим, бальні оцінки числа квіток за Тюксеном (Tuxen), підрахунок квітучих особин, облік ходу пожовтіння листя в листопад і ін.) повинні використовуватися спільно з описовими методами для їх об'єктивізації.

## Виноски
1. ↑  Ниценко А. А. Растительная ассоциация и растительное сообщество как первичные объекты геоботанического исследования. Сущность, свойства и методы выделения. Л.: Наука, 1971. — 184 с.